# Сюй Аньци
Сюй Аньци́ (кит. упр. 许安琪, пиньинь Xǔ Ānqí, род. 23 января 1992 года) — китайская фехтовальщица-шпажистка, олимпийская чемпионка, двукратная чемпионка мира.

## Биография
Родилась в 1992 году в Нанкине провинции Цзянсу.
В 2010 году стала обладательницей серебряной и бронзовой медалей Азиатских игр. В финале командного турнира шпажисток на летних Олимпийских играх 2012 вместе с Ли На, Сунь Юйцзе, Ло Сяоцзюань в составе сборной КНР одержала победу со счетом 39:25 над сборной Южной Кореи. В 2013 году стала серебряной призёркой чемпионата мира. В 2014 году стала чемпионкой Азиатских игр. В 2015 году стала чемпионкой мира в командных соревнованиях, а также завоевала бронзовую медаль чемпионата мира в личной шпаге.